# Kom Kučki
Kom Kučki – szczyt w paśmie Komovi, w Górach Dynarskich, położony w Czarnogórze. Jest to najwyższy szczyt pasma Komovi. U jego stóp leży miejscowość Stavna. Sąsiaduje z drugim co do wysokości szczytem pasma Komovi Stari Vrh (2483 m).